# 279
El año 279 (CCLXXIX) fue un año común comenzado en miércoles del calendario juliano, en vigor en aquella fecha.
En el Imperio romano el año fue nombrado como el del consulado de Probo y Paterno o, menos comúnmente, como el 1032 Ab urbe condita, siendo su denominación como 279 posterior, de la Edad Media, al establecerse el Anno Domini.

## Acontecimientos
- En los Balcanes, Probo derrota a los burgundios y los vándalos.